# Servidor en el Lugar de la Verdad
| sDm · Aa15 | a · N37 | Aa15 | Q1 | H6 |

| sDm · Aa15 | a · N37 | Aa15 | Q1 | H6 |

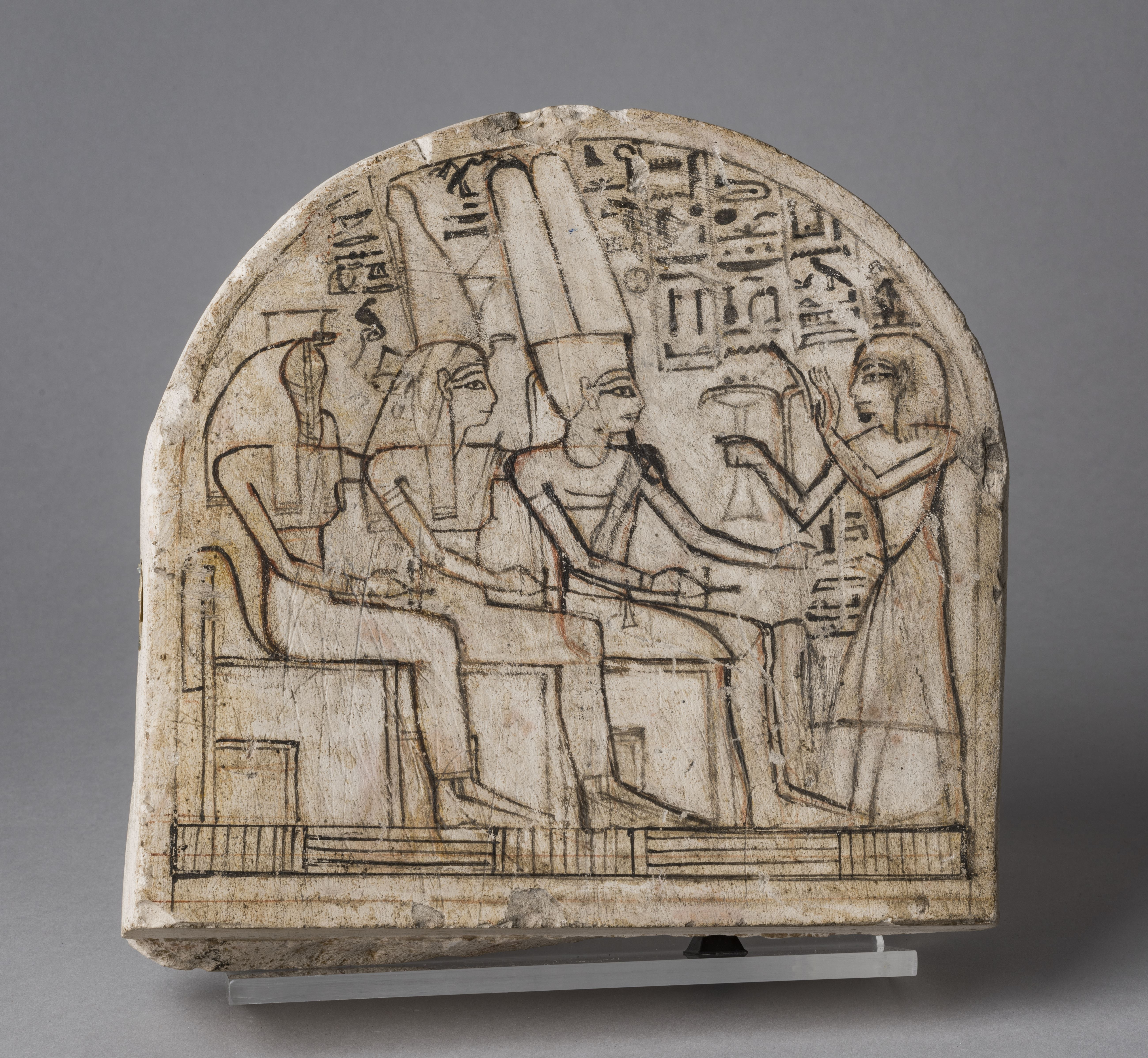
Fragmento de estela inacabada: ofrenda del Servidor en el Lugar de la Verdad Mahu, a los dioses Amón, Mut y Meretseger. Caliza con tintas rojas y negras. 1292-1190 aC, Imperio Nuevo. Museo Egizio, Turín (Coll. 1580).

Servidor en el Lugar de la Verdad, en el Antiguo Egipto, traducción de sḏm-ˁš m st mˁ3t, como Servidor (de Sḏm(.w) ˁš: literalmente, «el que escucha (u obedece) la llamada» y st Mȝˁ.t: en el Lugar de la Verdad, nombre donde trabajaban en la necrópolis tebana, en la orilla occidental del Nilo) 
Los servidores del Lugar de la Verdad o también servidores de Set Maat era el nombre que se daba a los obreros y artesanos de la localidad de Deir el-Medina, donde residía la comunidad encargada de la construcción de las tumbas y templos funerarios de los faraones del Imperio Nuevo de Egipto (Dinastías XVIII a XX). Esta denominación se encuentra en  la tumba de Sennedyem
así como en la tumba de Pached.
La villa, cuyo nombre egipcio era Pa Demi
 estaba situada por debajo del Valle de los Reyes, a medio camino entre el Ramesseum y el templo de Medinet Habu.

## Servidores en el Lugar de la Verdad notables y sus tumbas

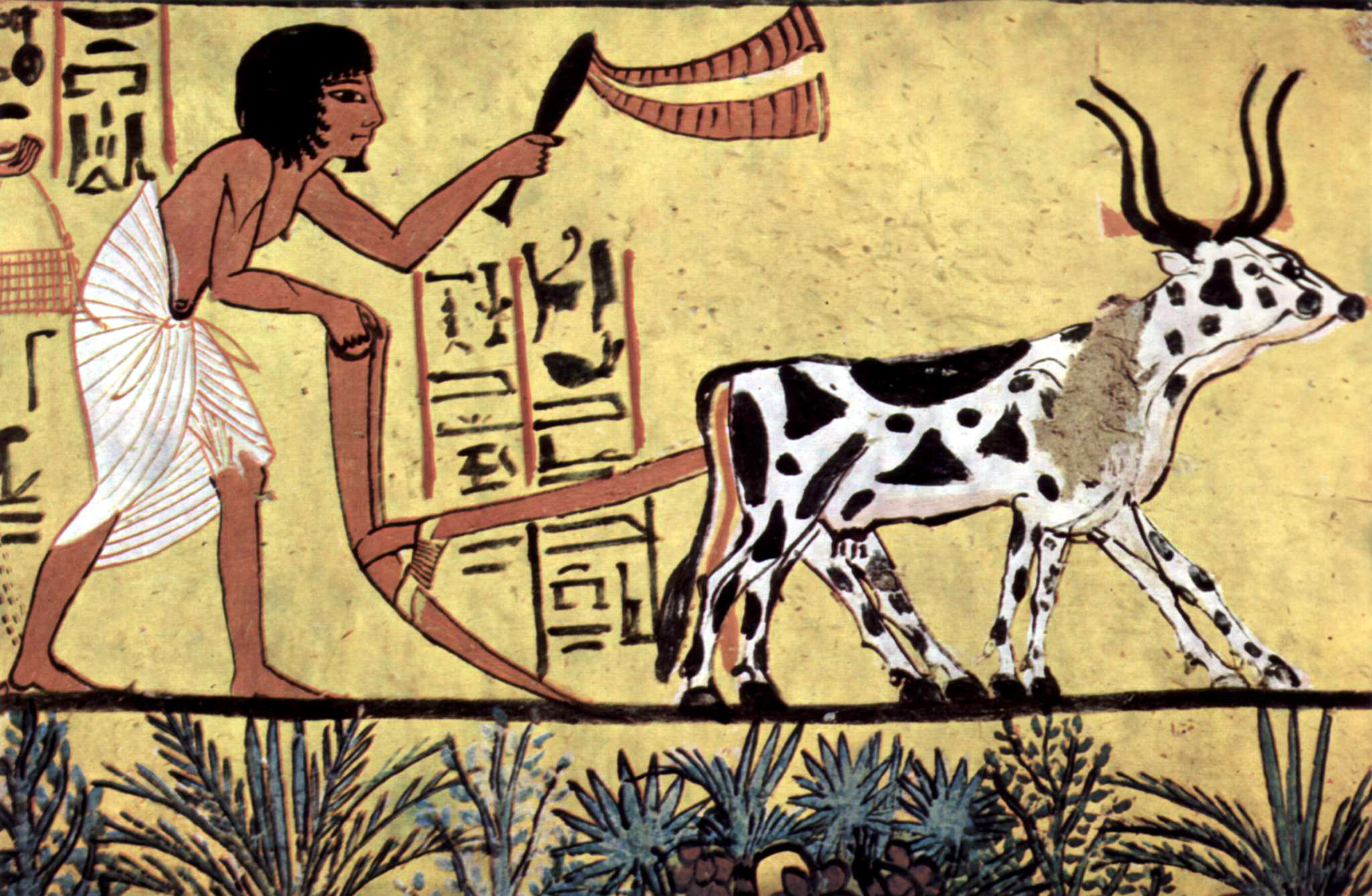
Escena de la tumba de Sennedyem

- Amenmose – TT9
- Jabejnet – TT2
- Jauy – TT214
- Neferabet – TT5
- Pashedu – TT3
- Penamun – TT213
- Penbuy y Kasa – TT10
- Qen – TT4
- Sennedyem – TT1
- Sennefer – 1159a